# Cities: Skylines
Cities: Skylines — компьютерная игра в жанре градостроительного симулятора, разработанная финской компанией Colossal Order и изданная Paradox Interactive 10 марта 2015 года.

## Игровой процесс
Как и в большинстве игр градостроительного жанра, в Cities: Skylines главным заданием игрока является строительство собственного города. Игрок занимается планированием зон застройки, размещением дорог, налогообложением, организовывает работу городских служб и общественного транспорта. Во время этого игроку нужно поддерживать уровень бюджета города, населения, здоровья, счастья, занятости, загрязнения окружающей среды (воздуха, воды и почвы), поток автомобильного трафика и других факторов.
Игра начинается с участка земли в 4 км² (2 на 2 километра), небольшого запаса денег и набора начальных инструментов планирования. Карта являет собой участок суши с возможным доступом к морю или другим водным ресурсам. На ней уже расположены основные автомагистрали и железнодорожные пути, через которые в город игрока будут прибывать новые жители.
Игрок размечает зоны застройки (жилые, коммерческие, офисные и промышленные районы), организовывает прокладку дорог, водопровода, канализации и электрических сетей. Постепенно, с развитием города и ростом населения, становятся доступные новые здания (школы, больницы, полицейские и пожарные участки, свалки) и новые инструменты (контролирование расходов и доходов, создание районов). С помощью инструментов создания и управления районами игрок может объединять части города в единые районы и задавать этим районам различные политики (например, поддержка малого бизнеса или повышение налогов для населения). Промышленным районам можно задавать различные специализации (сельское хозяйство, горнорудная промышленность и т. п.). В новых обновлениях для жилых, коммерческих и деловых также появляются новые специализации (автономные дома (жилые зоны), продажа и закупка натуральных продуктов (коммерческие зоны), специализация на высоких технологиях (деловые зоны).
Здания в городе имеют различные уровни развития, которые повышаются при выполнении определённых требований (повышение качества обслуживания, уровня образования или здравоохранения, и стоимости земли).
С увеличением города игрок может купить соседние участки земли, на которых он может продолжить строительство. Для организации передвижения жителей в большом городе существует возможность создания системы городского общественного транспорта (автобусы, троллейбусы, трамваи, монорельсы, дирижабли, а также паромы и метро). Свой город можно соединить с другими городами государства с помощью железнодорожного сообщения, воздушных перелётов или морского транспорта. Это обеспечит развитие торговли и приток туристов.
Игра открыта для модификаций — в игру встроен API для создания модификаций на С#. Пользователи могут добавлять новые модели зданий и транспорта, а также изменять сам процесс игры (увеличить допустимую игровую зону, изменить игровой вид на вид от 1 лица, автоматизировать некоторые элементы игры).
Как и большинство игр этого жанра, Cities: Skylines не имеет какой-либо конечной цели, и игрок может развивать свой город без каких-либо временных ограничений.

## Разработка
Разработка игры велась в студии Colossal Order при участии 13 человек. Ранее эта студия уже работала над Cities in Motion, симулятором городского транспорта. От построения транспортных систем разработчики решили перейти к созданию полноценного градостроительного симулятора. За основу новой игры они взяли графический движок Cities in Motion. По сути, разработчики расширили геймплей в игре, чтобы иметь возможность с нуля строить здания и дороги.
Разработка симулятора началась ещё в 2009 году и шла довольно вяло, отчасти это было вызвано скептическими настроениями относительно продаж будущей игры, так как на игровом рынке доминировала серия игр SimCity. Первоначально разработчики Cities: Skylines сделали акцент на политическом аспекте управления городом, а не на его планировании. Игрок должен был продумывать законы и постановления для развития города. Однако издатель Paradox Interactive посчитал, что эта идея не сможет стать конкурентной.
Всё изменилось после того, как продажи последней версии SimCity в 2013 году обернулись полным провалом, что дало зелёный свет для проекта Cities: Skylines. Разработчики сосредоточились над проблемами моделирования города. Особое внимание они уделили проектированию дорог и городскому трафику. Была создана сложная система, которая имитировала передвижение горожан с учётом имеющихся дорог и общественного транспорта. В процессе передвижений эта система определяла наиболее быстрый маршрут. Разработанная модель с большой точностью демонстрировала эффективность городского транспорта.

## Релиз

### Загружаемый контент
Cities: Skylines предлагает DLC и пакеты расширений. Ниже приведён список основных дополнений, представленных разработчиками.
| Название              | Дата выхода      | Описание |
| --------------------- | ---------------- | --- |
| After Dark            | 24 сентября 2015 | Впервые представленное на Gamescom 2015, After Dark добавляет новые уникальные здания, в том числе казино и роскошный отель, а также настройки для специализации туризма и отдыха. Его выпуск совпал с бесплатным патчем, добавив в игру дневной цикл. |
| Snowfall              | 18 февраля 2016  | Добавляет в игру снежную погоду и другие зимние тематические элементы, а также трамваи. Наряду с этим выпуском бесплатное обновление игры добавило редактор тем. Эта функция принесла новые параметры графики, которые позволили игрокам создавать визуально разные миры, такие как чужой пейзаж. Эти настроенные игровые карты затем можно было загрузить в Steam Workshop.                                                                                       |
| Match Day             | 9 июня 2016      | Было бесплатным DLC, добавляющим футбольные стадионы. |
| Natural Disasters     | 29 ноября 2016   | На выставке Gamescom 2016, было объявлено, что дополнение добавит в игру стихийные бедствия. Другие функции: новые радиостанции и редактор сценариев. |
| Mass Transit          | 18 мая 2017      | Представляет собой дополнение, которое добавляет в игру различные виды общественного транспорта: монорельс, паромы, самолёты, дирижабли и прочее. |
| Concerts              | 17 августа 2017  | Мини-дополнение, «Concerts», позволяет игроку разместить у себя в городе места для проведения концертов и фестивалей, а также принимать законы, связанные с ними. |
| Green Cities          | 19 октября 2017  | Дополнение, представленное в августе 2017, позволяет игроку реализовать принципы, связанные с устойчивым развитием, такие как солнечные панели, электромобили и другие экологические улучшения. |
| Parklife              | 24 мая 2018      | Это дополнение концентрируется на создании тематических парков, зоопарков и садов. Используя инструмент для создания парковой зоны, игрок может создавать большие пространства для настраиваемых парков, а также позволяет размещать здания вдоль путей, а не только вдоль дорог. Также добавлены новые политики района, новые активы и новая экскурсионная автобусная линия.                                                                                      |
| Industries            | 23 октября 2018  | В данном дополнении большой акцент уделяется промышленным районам. Теперь вам предоставится возможность распределять ресурсы и самостоятельно выстраивать производственные цепочки от сырья до готовой продукции. Появляются новые фабрики и заводы в четырёх сферах: сельское хозяйство, лесная промышленность, нефтяная и горнорудная промышленность. Также с дополнением в игре появляются пять новых карт, новые политики и здания, почту и торговый аэропорт. |
| Campus                | 21 мая 2019      | Кампусов окажется три уникальных типа — это профессиональное техническое училище, гуманитарный колледж и университет. Каждое поселение придется улучшать, привлекая новых учеников, отстраивая здания и поднимая известность. Особенно интересной выглядит спортивная сторона кампусов, где нужно будет создавать личные спортивные команды, покупать тренеров и устраивать настоящие состязания.                                                                  |
| Sunset Harbor         | 26 марта 2020    | С дополнением в игре появится рыбная промышленность, а также новые виды общественного транспорта и городских служб, такие как: троллейбус, междугородние автобусы, частные самолёты и пассажирские вертолёты. Также претерпела изменения система водоснабжения и переработки отходов. |
| Airports              | 25 января 2022   | Данное дополнение позволяет игроку проектировать и строить собственные аэропорты, а также создать собственную авиакомпанию. Дополнительно в игре переработаны самолёты — теперь пассажирские лайнеры делятся по вместимости на три типа. |
| Plazas and Promenades | 14 сентября 2022 | Это DLC позволяют игроку строить пешеходные зоны, также добавляет вместительные служебные здания и школы. Вместе с этим DLC было выпущено бесплатное обновление, которое добавило много новых дорог и путей метро с односторонним движением. |
| Financial Districts   | 13 декабря 2022  | Дополнение позволяет игроку инвестировать в разные отрасли, зарабатывать торговлей на бирже, а также добавляет новую специализацию офисных зон (финансовый район), налогообложение которых увеличивается благодаря близкому расположению к зданию биржи, и добавляет банки, уменьшающие в коммерческих зонах уровень преступности путем инкассации. |
| Hotels & Retreats     | 23 мая 2023      | DLC позволяет игроку развивать гостиничный бизнес в городе. Открываются новые постройки — гостиницы, отели и хостелы разных видов и уровней, доходность и привлекательность которых зависит от местоположения и находящихся рядом достопримечательностей. Также добавлена возможность отключить сетку зонирования возле любой зонируемой дороги, тем самым запретив строительство вдоль них.                                                                       |
| Mountain Village      | 24 октября 2024  | DLC позволяет игроку построить город с постройками, передающими атмосферу горной деревушки. DLC включает в себя 45 новых построек. |

Также планируется выпуск для смартфонов и планшетов под управлением iOS (iPhone и iPad) и Android.

## Отзывы и рецензии
| Сводный рейтинг       | Сводный рейтинг                                                     |
| Агрегатор             | Оценка                                                              |
| --------------------- | ------------------------------------------------------------------- |
| GameRankings          | - 86,49 % (PC) - 81,43 % (PS 4) - 70,42 % (Switch) - 81,47 % (XONE) |
| Metacritic            | 85/100 (PC) 81/100 (PS 4) 67/100 (Switch) 81/100 (Xbox One)         |
| Иноязычные издания    |                                                                     |
| Издание               | Оценка                                                              |
| GameSpot              | 8/10                                                                |
| IGN                   | 8,5/10                                                              |
| PC Gamer (US)         | 86/100                                                              |
| Русскоязычные издания |                                                                     |
| Издание               | Оценка                                                              |
| PlayGround.ru         | 9/10                                                                |
| Riot Pixels           | 75 %                                                                |
| «Игромания»           | 9,0/10                                                              |
| «Игры Mail.ru»        | 8,0/10                                                              |

| Сводный рейтинг | Сводный рейтинг |
| Агрегатор       | Оценка          |
| --------------- | --------------- |
| GameRankings    | 75,80 %         |

Cities: Skylines получила преимущественно положительные отзывы. На сайте-агрегаторе Metacritic игра получила 85 баллов из 100 для платформы PC на основе 60 отзывов, 81 из 100 для платформы PlayStation 4 на основе 15 отзывов, 67 из 100 для платформы Nintendo Switch на основе 18 отзывов и 81 из 100 для платформы Xbox One на основе 30 отзывов. На сайте-агрегаторе GameRankings игра получила среднюю оценку 86,49 % для платформы PC на основе 34 отзывов, 81,43 % для платформы PlayStation 4 на основе 7 отзывов, 70,42 % для платформы Nintendo Switch на основе 12 отзывов и 81,47 % для платформы Xbox One на основе 17 отзывов.
После выхода игры появилось большое количество отзывов, где фигурировали сравнения с другими современными градостроительными симуляторами в пользу Cities: Skylines. Рецензенты отмечают понятные и логичные законы функционирования города в игре, детальное управление зонами застройки, которые лишились жестких границ в рамках прямоугольника. Игрокам понравилась детализация жизни самих горожан, за которыми можно наблюдать в их повседневных делах. Также в прессе хвалят простой и понятный пользовательский интерфейс и легкость экономического управления городом.
Критика симулятора в основном включает претензии к отсутствию обучения и сложности поиска причины тех или иных проблем, возникающих в городе. Среди недостатков Cities: Skylines в рецензиях упоминается непредусмотренные разработчиками смена времени суток и природные катастрофы, которые разнообразили бы, по мнению критиков, рутинный сюжет (позже были добавлены в качестве дополнений).
Летом 2018 года, благодаря уязвимости в защите Steam Web API, стало известно, что точное количество пользователей сервиса Steam, которые играли в игру хотя бы один раз, составляет 6 132 366 человек.

## Другие игры серии
В марте 2023 года компания Paradox Interactive анонсировала продолжение игры под названием Cities: Skylines II. Релиз игры состоялся 24 октября 2023 года для Windows, PlayStation 5 и Xbox Series X/S.